# 카도노 타쿠조
 카도노 타쿠조(Kadono Takuzo, 角野 卓造, 1948년 8월 10일 - )는 일본의 배우이다. 도쿄도에서 태어났다.

## 출연

### 영화
- 전국 자위대
- 소설 · 요시다 학교
- 무희
- 임마! 3
- 혐오스런 마츠코의 일생
- 좋아!
- 仔鹿이야기
- 낚시 바보 일지 (시리즈
- 마크스의 산
- 불침번
- THE 파열 호텔
- HERO
- 파트너
- 미스터리라 하지 말지어다 - 마카베 군지 역

### 정보 버라이어티
- 백금 라이프 ~ 인생楽笑~ 도쿄 MX
- 그리운 쇼와 여행 폐허는 이야기 화려한 시절의 추억

### 애프터 레코딩
- 명탐정 몽크(몽크 역 / 토니 샬 호브) NHK
- 깨어 난(말콤 세 이어 역 / 로빈 윌리엄스)
- 실버 브리드 / 사령의 송곳니(레드 역 / 게리 바쁜)
- 침대 타임 · 스토리(마티 브론슨 역 / 조나단 브라이스)
- 헬 충격 전율의 소생 실험 (겉 역 / 폴 나시 )
- 안녕, 안녕 할리우드(발 역 / 우디 앨런

### 라디오 드라마
- 조금 괜찮은가요? NHKFM 극장